# Legió III Isaura
La Legió III Isaura va ser una legió romana pseudocomitatensis creada no gaire abans del regnat de Dioclecià, probablement per l'emperador Marc Aureli Probe (276-282) juntament amb la seva bessona la II Isaura per defensar, com suggereix el seu nom, la regió d'Isàuria, a les muntanyes del Taure. Se sap que Probe va fer campanya per les terres dels isauris.
La Notitia Dignitatum diu que encara era activa a començaments del segle v. Possiblement a aquestes dues legions les va acompanyar també, al menys en un principi, la Legió I Isaura Sagittaria.